# Gene De Paul
Eugene Vincent De Paul auch Gene de Paul oder Gene DePaul (* 17. Juni 1919 in New York City; † 27. Februar 1988 in Northridge, Los Angeles) war ein US-amerikanischer Komponist und Songwriter. Zusammen mit Don Raye schrieb er Songs wie Star Eyes, I’ll Remember April und You Don’t Know What Love Is.

## Leben und Werk
Gene De Paul erhielt eine Ausbildung als klassischer Pianist. Zu Beginn seiner musikalischen Laufbahn arbeitete er als Klavierlehrer, später als Pianist in Tanzorchestern, schließlich als Sänger und Arrangeur in Gesangsgruppen.
Anfang der 1940er ging De Paul nach Hollywood, wo er dann über ein Jahrzehnt hinweg mit dem Liedtexter Don Raye zusammenarbeitete; De Paul komponierte Songs und Musik für eine Vielzahl von Kinofilmen. Einer ihrer ersten Filme war Hellzapoppin’ von 1941. Für Keep ’Em Flying aus demselben Jahr schrieben Paul und Raye den Schlager You Don't Know What Love Is, für Ride ’Em Cowboy von 1942 den Song I’ll Remember April (beides Abbott-und-Costello-Filme), für He’s My Guy von 1943 den Titelsong und im selben Jahr für I Dood It Star Eyes. Gegen Ende des Zweiten Weltkrieges trat Paul seinen Wehrdienst an  und setzte 1947 seine Zusammenarbeit mit Raye fort – darunter für die Disney-Zeichentrickfilme The Adventures Of Ichabod And Mr Toad von 1949 und Alice in Wonderland von 1951.
1953 komponierte De Paul den Titel Teach Me Tonight, für den Sammy Cahn den Text schrieb. Für das Filmmusical Seven Brides for Seven Brother von 1954 komponierte er zusammen mit dem Liedtexter Johnny Mercer den Score; für den Broadway folgte 1956 das Musical Li'l Abner – aus dem das populäre Stück Namely You stammt. An beiden Produktionen war der Choreograf Michael Kidd maßgeblich beteiligt.
Für 1942 erhielten De Paul und Raye eine Oscar-Nominierung für den Song Pig Foot Pete, der allerdings nicht in Hellzapoppin’ (wie damals zugeordnet) zu hören war, sondern in Keep ’Em Flying. 1985 wurde De Paul in die Songwriters Hall of Fame aufgenommen.